# Музаффарпур
Музаффарпур (англ. Muzaffarpur, хинди मुज़फ्फरपुर) — город на севере центральной части штата Бихар, Индия. Административный центр округа Музаффарпур.

## История
Музаффарпур расположен в районе с высокой сейсмической активностью. В результате мощного землетрясения в январе 1934 года, магнитуда которого составила 8,1, город был почти полностью разрушен. Кроме того, Музаффарпур сильно пострадал от землетрясения 1988 года.

## География
Абсолютная высота — 46 метров над уровнем моря.
Климат города — тропический. Наиболее жаркие месяцы — с апреля по июнь. Годовая норма осадков составляет около 1180 мм, большая их часть выпадает в период с июня по сентябрь.

## Население
По оценочным данным на 2013 год численность населения составляет 394 302 человека. По данным переписи 2011 года население составляло 393 724 человека, из них 52,96 % — мужчины и 47,04 % — женщины. Средний уровень грамотности — 85,07 % (для мужчин — 88,77 %, а для женщин — 80,91 %). Большая часть населения говорит на диалекте ваджика языка майтхили; хинди используется как язык официальной документации.
Динамика численности населения города по годам:
| 1991    | 2001    | 2013    |
| ------- | ------- | ------- |
| 241 107 | 305 525 | 394 302 |

## Экономика и транспорт
Промышленность представлена производством железнодорожных вагонов, а также текстильной отраслью. Важную роль в экономике играет сельское хозяйство. Имеется железнодорожное сообщение.